# 咖啡拉花

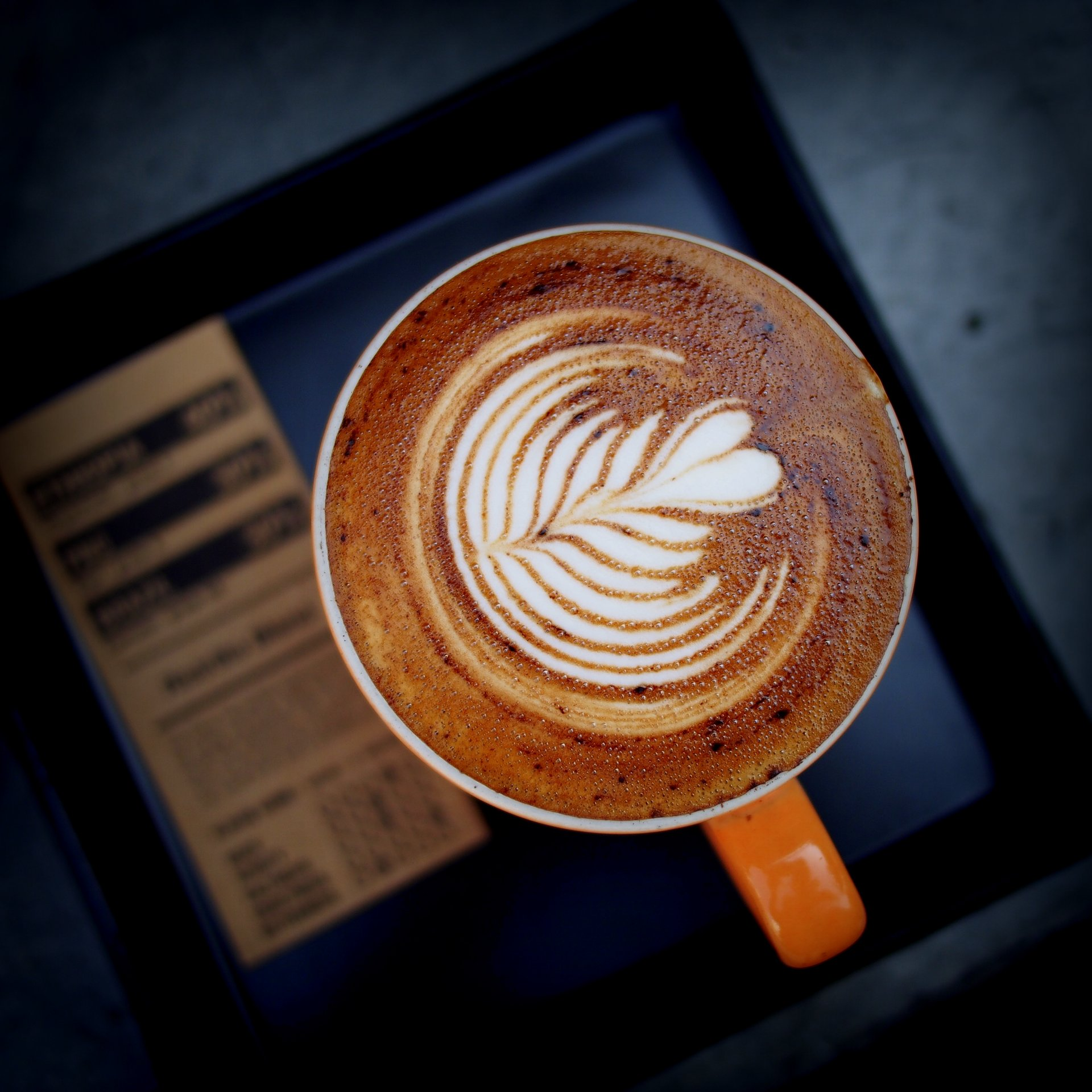
一杯有「鬱金香」圖案拉花的卡布奇諾咖啡

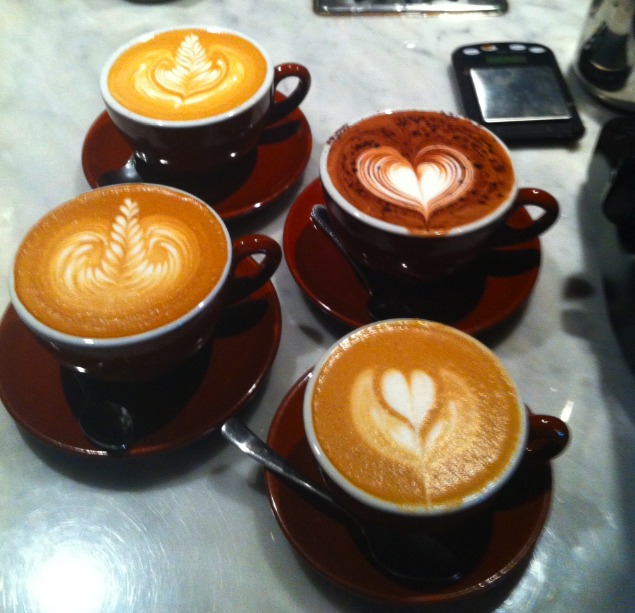
四種不同的咖啡拉花樣式，右上角的咖啡是卡布奇諾，其餘則是拿鐵咖啡。

咖啡拉花，也称为咖啡艺术或拿铁艺术（英語：latte art），是指通過將奶泡倒入一杯義式濃縮咖啡中並在拿鐵的表面上形成圖案的过程。 
拉花也可以通過簡單地繪製奶泡的頂層來創造或裝飾它。由於咖啡拉花存在一定技術，很難始終如一地創造咖啡拉花出來。反過來，這受限於咖啡師的經驗和濃縮咖啡機的品質。因此，咖啡拉花本身成為拿鐵咖啡師的最後一個挑戰。該技術不僅限於拿鐵咖啡，還適用於其他含奶泡的飲品，例如卡布奇諾和熱巧克力。

## 歷史
引入濃縮咖啡和奶泡之後，咖啡拉花在不同國家獨立發展，這項技藝大概在義大利被發明的。
在美國，咖啡拉花是在1980年代和1990年代在西雅圖開始流行的，並受到咖啡師David Schomer的喜愛。1986年，Schomer將奶泡的研發歸功於咖啡店「Uptown espresso」的Jack Kelly，並在1989年確立了心形圖案，並成為Schomer的咖啡店「Espresso Vivace」的標誌。隨後，由Schomer在1992年開發了玫瑰花圖案，並根據他從義大利的咖啡店「Cafe Mateki」看到的照片重新創造了該圖案。之後，Schomer在他的課程「咖啡拉花課程」中將這項技藝普及出去。同時，義大利咖啡師Luigi Lupi在網路上遇到了Schomer，他們交換了在「咖啡拉花課程」和「卡步奇諾裝飾課程」上製作的影片。Luigi Lupi也參與並發展了這種技藝，並在2004年的MUSETTI展覽中他的展位「Salonnico」中發明了鬱金香圖案。

## 3D立體拉花
立體拉花約2009年前已開始出現。立體拉花的美觀、耐看度與咖啡的承托力及奶泡的綿密度有密切的關係。
由於外觀可愛，現時廣受年輕少男少女歡迎。在香港則以專賣3D立體拉花咖啡的Allegretto最為有名。